# Karasîha, Bilohirea
Karasîha (în ucraineană Карасиха) este un sat în așezarea urbană Bilohirea din regiunea Hmelnîțkîi, Ucraina.

## Demografie
Componența lingvistică a localității Karasîha
     Ucraineană (99,47%)
     Alte limbi (0,53%)
Conform recensământului din 2001, majoritatea populației localității Karasîha era vorbitoare de ucraineană (99,47%), existând în minoritate și vorbitori de alte limbi.